# Chrysopilus connexus
Chrysopilus connexus är en tvåvingeart som beskrevs av Johnson 1912. Chrysopilus connexus ingår i släktet Chrysopilus och familjen snäppflugor.
Artens utbredningsområde är Florida. Inga underarter finns listade i Catalogue of Life.